# 孝穆成皇后
孝穆成皇后（穆麟德轉寫：hiyoošungga cibsunggo šanggan hūwangheo；1781年—1808年2月17日），鈕祜祿氏，满洲镶黄旗人。道光帝的原配嫡妻，登基前去世，道光登基后追封为孝穆皇后。戶部尚書贈三等承恩公布彥達賚之嫡女，生母为布彦达赉嫡妻、总督乌雅硕色之女，是孝昭仁皇后的族孙女。

## 生平
乾隆四十六年（1781年）出生。
档案记载，乾隆六十年乙卯二月初七日（1795年3月27日）至二月初十日，八旗选秀初选，乾隆六十年二月十一日，八旗选秀复选，当日即出复选结果：镶黄旗拱照佐领下副都统布彦达赉之女 ，时年十五岁 ，指与绵宁为福晋，当日嘉亲王福晋（即绵宁生母，永琰福晋，后来的孝淑皇后）自圆明园进宫，诣乾隆帝前行礼谢恩。嘉庆元年丙辰四月初十日（1796年5月16日），钦天监为绵宁阿哥选择婚期；十月二十二日（1796年11月21日）卯时，绵宁阿哥娶福晋行初定；十一月二十三日，迎接福晋妆奁；十一月二十四日（1796年12月22日）寅时，奉仁宗賜册，立為皇子绵宁的嫡福晋，于宫内举行婚礼，重视程度为清朝唯一一例，被视为乾隆对绵宁继承人身份的认可。
婚后十余年夫妻感情很好，除后来的和妃外，并无其他妾室。
嘉慶十三年（1808年）正月二十一日逝世，暫安於王佐村園寢，仁宗钦命座罩用金黄色，丧礼棺木皆高于一般皇子福晋。
嘉慶二十五年（1820年）宣宗即位，九月十二日，追諡為孝穆皇后。道光元年八月辛亥，追封其父布彥達賚为三等承恩公。
道光三年：《悼孝穆皇后有感》
送归西麓久含辛，伉俪暌违十五春。
痛把椒浆和泪洒，迭迁世事倍伤神。
谁云偕老又齐眉，廿八春光一旦衰。
已卜宝华百岁室，中宫追谥否能知。
道光七年（1827年）九月，殯宮自王佐村殯宮移葬，同月二十二日正式入葬東陵寶華峪萬年吉地。
道光八年（1828年），地宫里出现了渗水，因未设龙须沟，渗水滞留地宫，浸泡了孝穆皇后的棺椁。道光帝极为震怒，严惩了办工大臣。宝华峪地宫出现渗水后，道光帝下令将孝穆皇后梓宫从地宫移出，梓宫暂安于妃园寝享殿，派总管内务府大臣敬征、阿尔邦阿办理此事。同年四月十五日、十六日，敬徵等人连续接到由驿站递交来的军机处廷寄谕旨，得知道光帝改变了主意，决定将孝穆皇后梓宫改在宝华峪大殿暂安。
道光十四年：《八月二十五至太平营孝穆皇后梓宫前奠祭怆述》
自西而东又复西，临风三奠倍凄凄。
新成吉壤迎先后，回忆平生泪眼迷。
道光十五年（1835年），西陵境内的龙泉峪陵寝建成。道光帝决定于該年八月二十日奉移孝穆皇后梓宫往清西陵。同年十二月十一日举行奉安礼，葬入龍泉峪萬年吉地地宮。
道光三十年（1850年）二月，剛登極的咸豐帝传谕如意馆绘制大行皇帝圣容若干轴、嫡母孝穆皇后御容一轴、生母孝全皇后御容一轴。此次绘制的二位皇后的御容，画心高七尺九寸、宽三尺六寸。这两轴皇后御容皆是用于景山寿皇殿“三屏风”供奉，以供当朝皇帝行礼，追展孝思。同年九月，文宗加上尊諡：孝穆溫厚莊肅端誠孚天裕聖成皇后。
自咸丰元年起，每年的正月二十一日，即孝穆成皇后忌辰，宮中都會派太监、喇嘛在思恩室唪经。
咸丰二年三月，升祔太庙和奉先殿。
咸豐十一年（1861年）剛登極的穆宗加上恪惠二字。
光緒元年（1875年）六月加上尊諡“寬欽”二字，全諡為孝穆溫厚莊肅端誠恪惠寬欽孚天裕聖成皇后。

## 延伸阅读
[在维基数据编辑]
 《清史稿/卷214》，出自趙爾巽《清史稿》
 在维基共享资源阅览影像